# Styringomyia flavitarsis
Styringomyia flavitarsis är en tvåvingeart som beskrevs av Alexander 1920. Styringomyia flavitarsis ingår i släktet Styringomyia och familjen småharkrankar.
Artens utbredningsområde är Taiwan. Inga underarter finns listade i Catalogue of Life.